# Les hommes et les femmes sont faits pour vivre heureux… mais pas ensemble

Les hommes et les femmes sont faits pour vivre heureux... mais pas ensemble est un téléfilm français réalisé en 1995 par Philippe de Broca.

## Synopsis
Pour dynamiser leur couple, Alfred affirme à sa femme Maurane qu'ils devraient réinventer leur rencontre, mais elle disparaît.

## Fiche technique
- Réalisation : Philippe de Broca
- Durée : 1 h 35
- Genre : Comédie romantique

## Distribution
- Bernard Le Coq : Alfred
- Fanny Cottençon : Maurane / Catherine Wolf
- Florence Pernel : Clara
- Jean-Pierre Castaldi : Charles